# Matronae Aumenahenae
Die Aumenahenae sind Matronen, die durch zwei Kölner Weihinschriften aus der Zeit des 2./3. Jahrhunderts überliefert sind.

## Auffindungen und Inschriften
Die Votivsteine für die Aumenahenae wurden Mitte der ersten Hälfte des 19. Jahrhunderts und Anfang des 20. Jahrhunderts in der archäologischen Zone der Kölner Innen- beziehungsweise Altstadt gefunden.
Der erste Stein wurde 1825 bei Bauarbeiten im Bereich der Kupfergasse direkt südlich von der Burgmauer 21 gemeinsam mit sechs weiteren Votivsteinen entdeckt. Er befindet sich heute in der Ausstellung des Römisch-Germanischen Museums (Inv. Nr. 328). Das Kalksteinobjekt ist vollständig erhalten, lediglich die obere Abschlusskante und die rechte vordere Kante sind bestoßen und die Inschriftentafel weist einige Beschädigungen auf. Der Stein (45 × 70 × 20 cm) zeigt oben einen Giebel mit seitlichen Voluten und einer Opferschale. Die Schmalseiten zeigen jeweils als Dekor einen flachreliefierten Baum.

Die fünfzeilige Inschrift in üblicher Capitalis zeigt in der zweiten und fünften Zeile Rasuren beziehungsweise Abflachungen, ist aber sonst klar lesbar. Die initialen Buchstaben des Matronennamen A+V sind ligiert geschlagen.

„Matroni[s] / Aumenahen[is] / C(aius) Caldinius / Cassius ex / imp(erio) ipsarum“

 Durch die „ex imperio“ Formel („ex imperio ipsarum“ = „Auf ihren [den der Matronen] eigenen Befehl hin“) weist sich die Weihung als sogenannte Offenbarungs-Inschrift aus. Das heißt, dass dem Stifter Caldinius Cassius in einer Vision oder im Traum die Weihung befohlen wurde. Der Stifter war einheimischer germanischer Herkunft, nach Andreas Kakoschke ein Zugezogener aus dem Kölner Um- beziehungsweise Hinterland.
Der zweite Stein wurde 1905 auf dem Gelände der ehemaligen „Siegerschen Badanstalt“ (Schildergasse 70–74) gegenüber der Antoniterkirche vermutlich am ursprünglichen Aufstellungsort gefunden. Er befindet sich heute ebenfalls in der Ausstellung des Römisch-Germanischen Museums.
Der aus Sandstein gefertigte Votivstein ist relativ gut erhalten, lediglich bei der figürlichen Darstellung der Matronen sind die Kopfpartien deutlicher beschädigt. Im unteren Teil befindet sich mit einem frontal und seitlich umlaufenden Sockel das durch einen Absatz unterteilte Schriftfeld. Oberhalb des Absatzes befindet sich die erste Zeile der Inschrift (Gattungsname der Matronen), gefolgt von der Nische (Ädikula) mit der Darstellung der Matronen. Die Nische wird zu beiden Seiten mit Pilastern und oberhalb von einem Giebel gefasst. Zu beiden Seiten wird der Giebel mit Voluten abgeschlossen. Die Matronen sind in der üblichen (ubische Haubentracht mit weiten Mantel) Weise dargestellt, wobei die beiden äußeren die Hauben tragen und die jüngere mittlere Figur barhäuptig ist. Alle tragen einen Korb mit einem Arrangement von Früchten im Schoß. Die beiden äußeren halten zudem in der rechten Hand einen runden Gegenstand.

Die vierzeilige Inschrift in Capitalis ist klar und ungestört lesbar. 

„Matribus / Aumenahenis / Q(uintus) Iul(ius) Verinus / v(otum) s(olvit) l(ibens) m(erito)“

 Auffällig ist abweichend zum ersten Stein die Bezeichnung der Matronen als „Matres“ entgegen dessen „Matronis“ und die Weihung durch ein echtes römisches Votum. Der Stifter kann einheimischer Herkunft gewesen sein, entweder weil der Gentilname als zeitbedingte Mode zahlreich in der Germania inferior angenommen wurde oder im Gentiliz ein keltischer *Iul- Stamm vorliegen kann.

## Beiname und Deutung
Günter Neumann leitet den Beinamen Aumenahenae mit Siegfried Gutenbrunner von einem Flussnamen ab und stellt ihn zu einer typologischen Gruppe anderer Matronenbeinamen wie den Albiahenae, Almaviahenae, Nersihenae, Renahenae. Entgegen Gutenbrunner schließt er sich Hans Krahe an, dass durch den Flussnamen der hessischen Aumenau (mhd. Oumena) nicht belegt ist, dass die Ubier bei Abwanderung an den Niederrhein den Namen und Kult der besonderen Matronen aus ihrem Stammsitz mitgenommen haben. Vielmehr zeigte Krahe, dass den Namen dieser Gruppe und mithin dem der Aumenahenae alteuropäische Hydronymwortstämme zugrunde liegen, die mehrfach an verschiedenen Orten und kulturellen Regionen aufgetreten sind.
Neumann sieht in den Matronen dieser Gruppe Gottheiten, die an den Ufern und Wasser der Flüsse leben, nach denen sie benannt wurden. Des Weiteren vermutet er, dass es dieselben Gottheiten sind, die in lokalen Inschriften als Nymphen genannt werden.